# 24-es számú Országos Kéktúra szakasz
A 24-es számú Országos Kéktúra szakasz 62,2 km hosszúságú, az Aggteleki-karszton halad át Putnok és Bódvaszilas között.
| jelzés | azonosító | útvonal | hossz km | infók |
| ------ | --------- | --- | -------- | ----- |
|        | OKT-241   | Putnok vá. - Szörnyű-völgyi-patak - Magas-bérc-tanösvény - Halastó - Pálma-forrás - Mohos-vár - Keleméri Mohos-tavak - Szörnyű-völgy - Kelemér                                          | 10,7     |       |
|        | OKT-242   | Kelemér - Keleméri-patak - Gömörszőlős - Karu-fészke-tető - Bors-völgy - Zádorfalva | 7,5      |       |
|        | OKT-243   | Zádorfalva - Kis-kút - Cseres-kút - Cseres-völgy - Nagy-Szőlő-tető - Égés-tető - Galyagos-hegy - Kavicsos-hegy - Trizsi sorompó, határ (Északi-Zöld) - Bacsó-nyak - Aggtelek            | 11,8     |       |
|        | OKT-244   | Aggtelek, Baradla-barlang - Mész-völgy - Karu-völgy - Magas-hegy - Kaffka-rét - Jósvafő, Baradla-barlang                                                                                | 4,4      |       |
|        | OKT-245   | Jósvafő - Kossuth-barlang - Kuriszlán - víznyelő - kút - Morvai-lápa - Színi-sarok - Szelcepuszta - Patkós-völgy - Puska-Pál-forrás - Ménes-patak - Mocsolya-patak - Derenk (romközség) | 16,2     |       |
|        | OKT-246   | Derenk - Vidomáj puszta - Vár-kert - Lakatos-forrás - Bába-völgy - Iskola-kert - Baglyak-szakadéka-zsomboly - Szabó-pallag erdészház                                                    | 7,2      |       |
|        | OKT-247   | Szabó-pallag erdészház - Meteor-barlang - Nagy-vizes-töbör - Pócsakői-víznyelő - Barlangkutató-forrás - Kónya - Serház-kút - Bódvaszilas                                                | 3,9      |       |
|        | OKT-914   | Bódvaszilas am. Kossuth u. - OKT bekötő útszakasz - Bódvaszilas vá. | 0,5      |       |

OKT = Országos Kéktúra

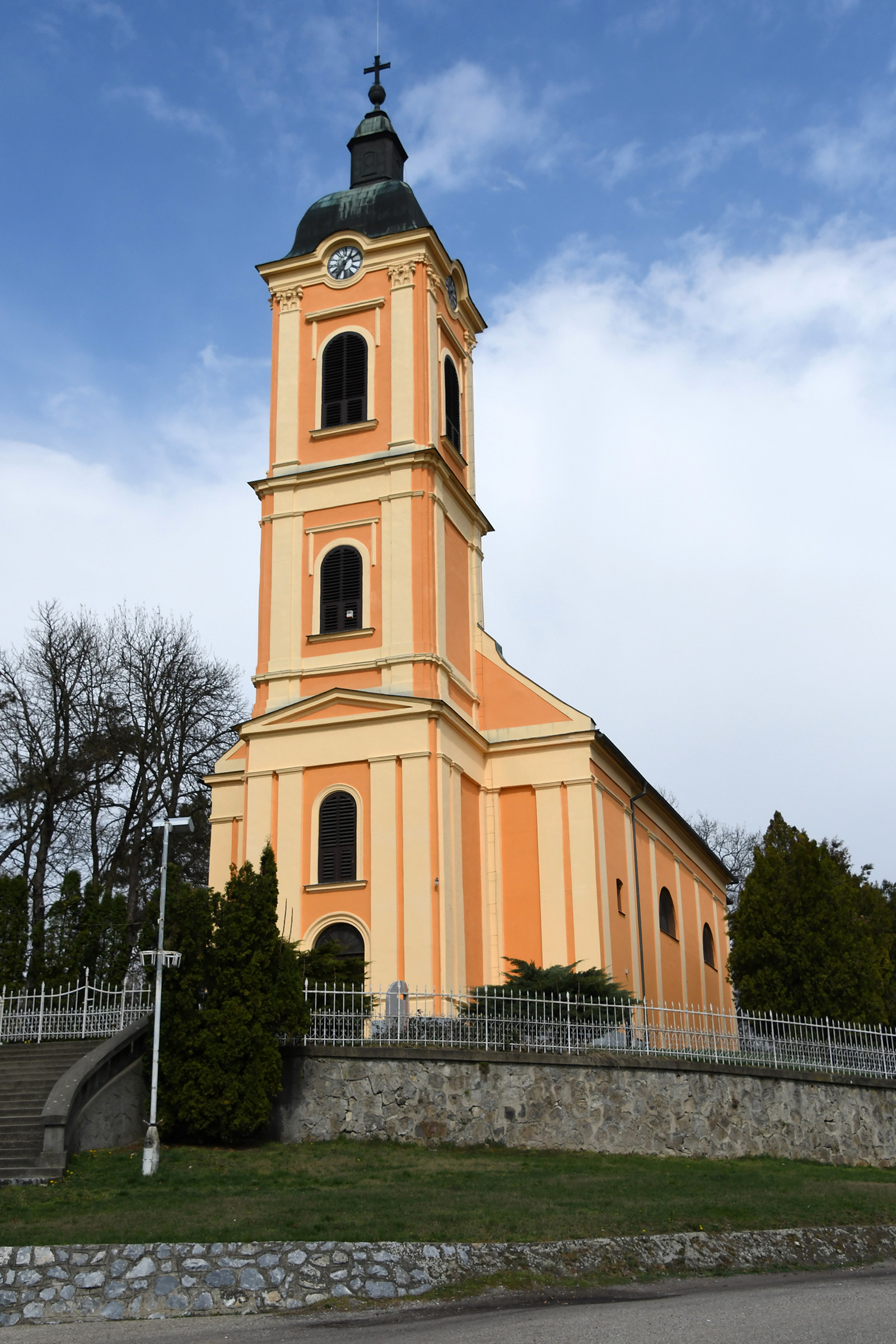
Putnok katolikus temploma
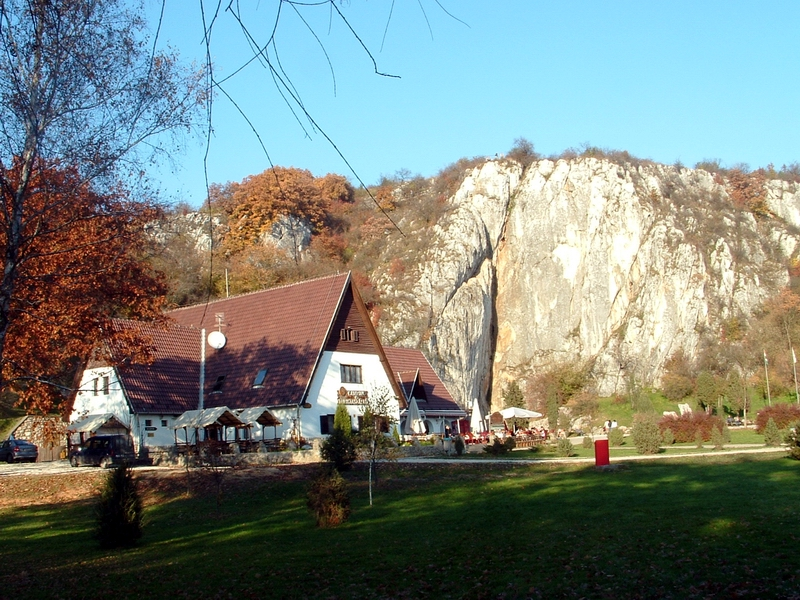
A Baradla aggteleki bejárata
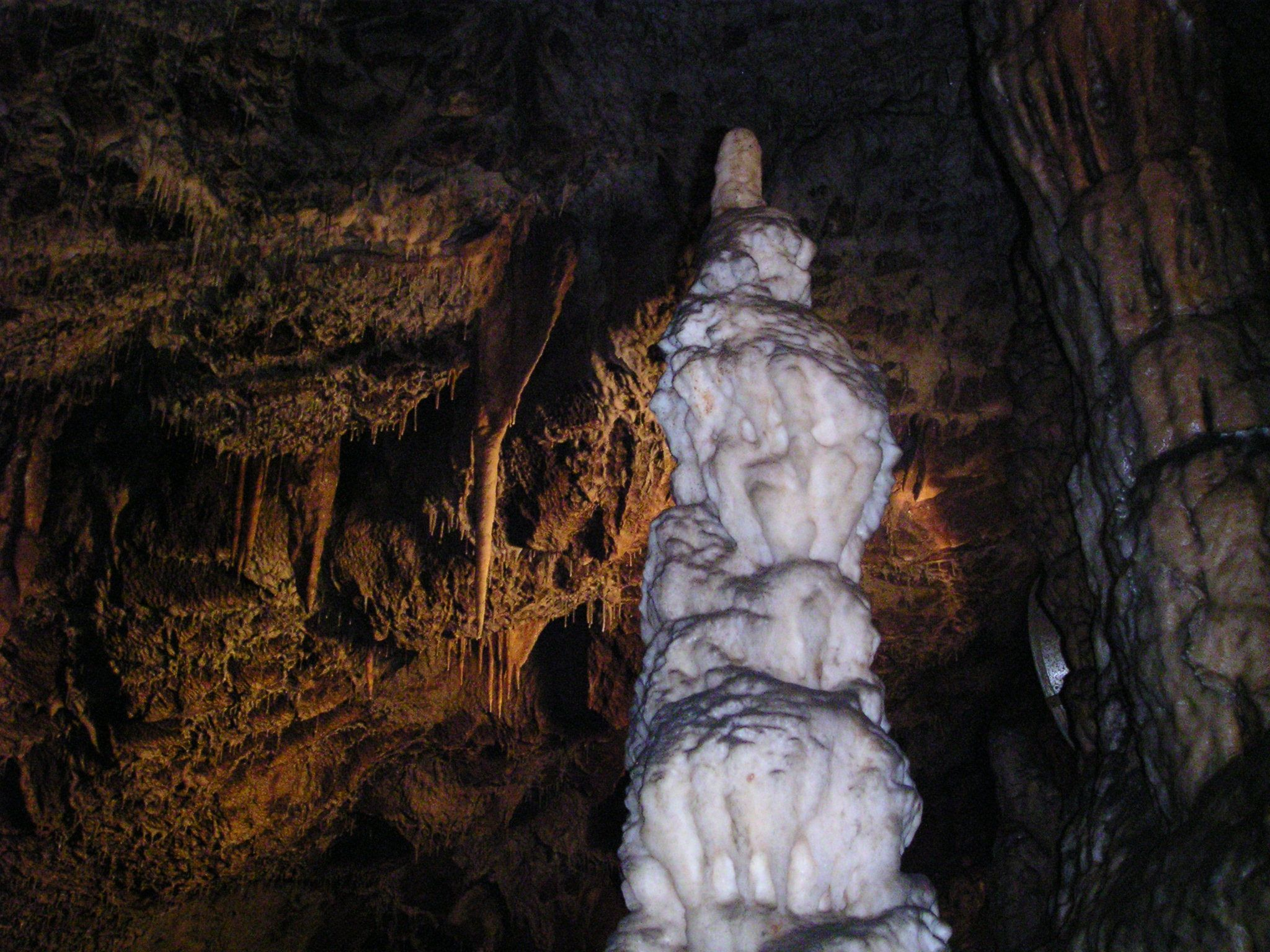
Baradla-barlang
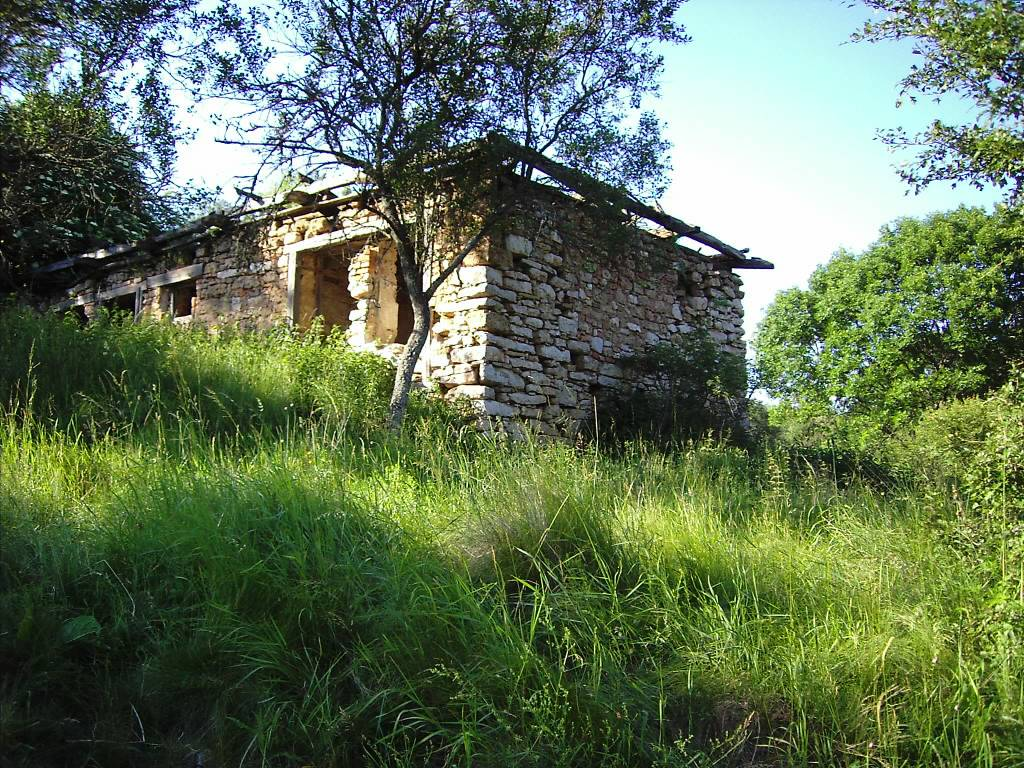
A kitelepített Derenk
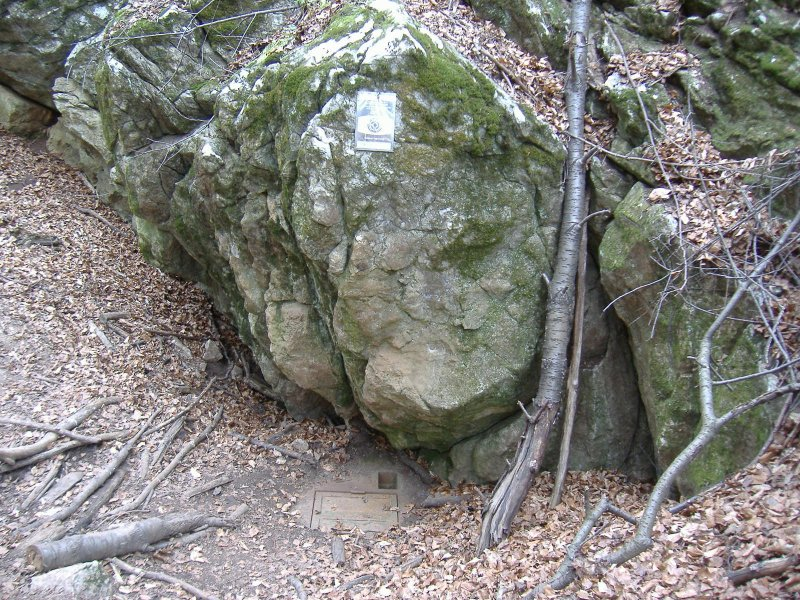
A Meteor-barlang bejárata
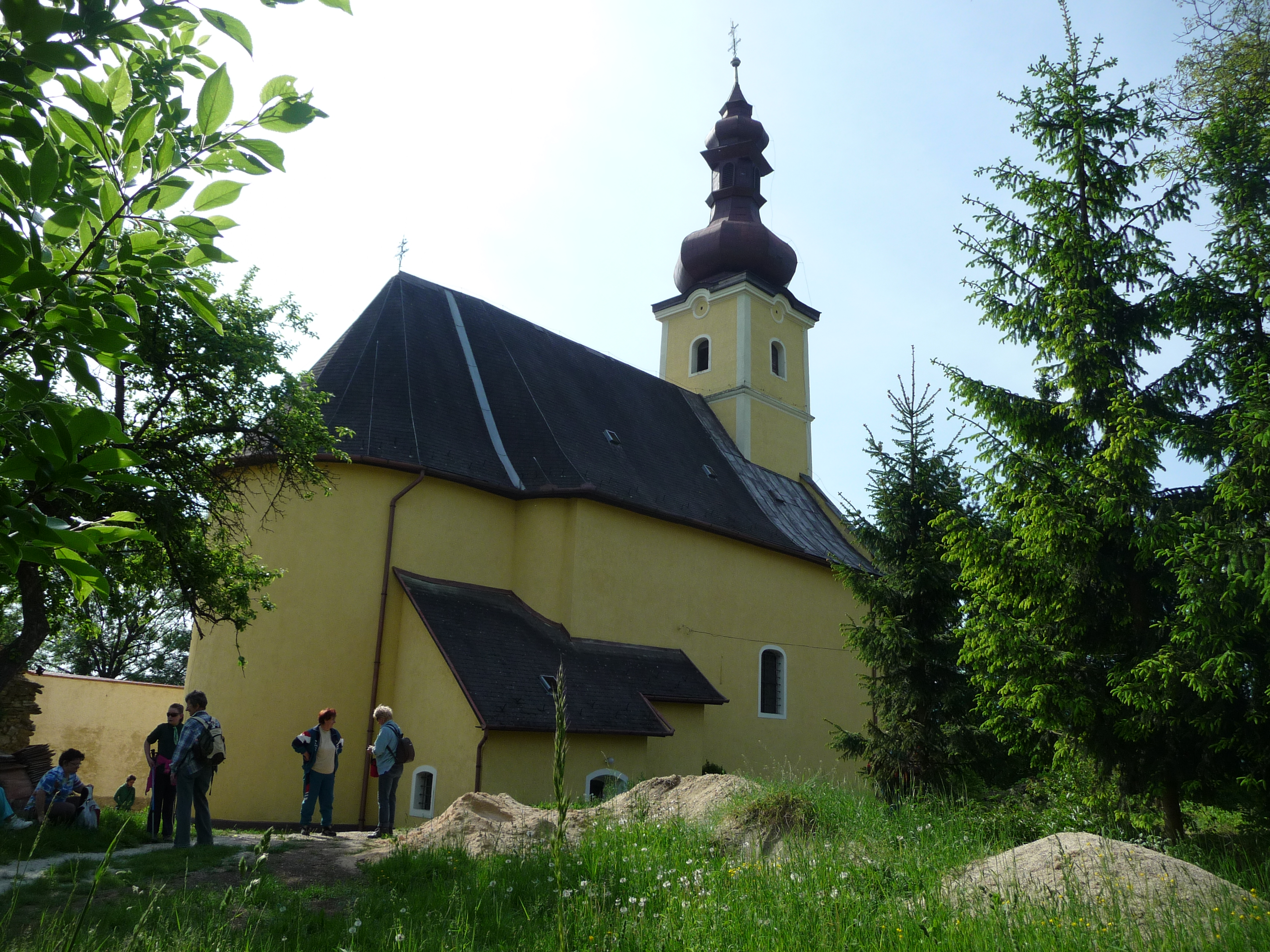
Bódvaszilas katolikus temploma